# Hydrocotyle poeppigii
Hydrocotyle poeppigii là một loài thực vật có hoa trong Họ Cuồng. Loài này được DC. mô tả khoa học đầu tiên năm 1830.